# ThyssenKrupp
ThyssenKrupp AG is een van de grootste technologiebedrijven ter wereld. De thuisbasis van dit beursgenoteerde industrieconglomeraat bevindt zich in het Duitse Essen.

## Activiteiten

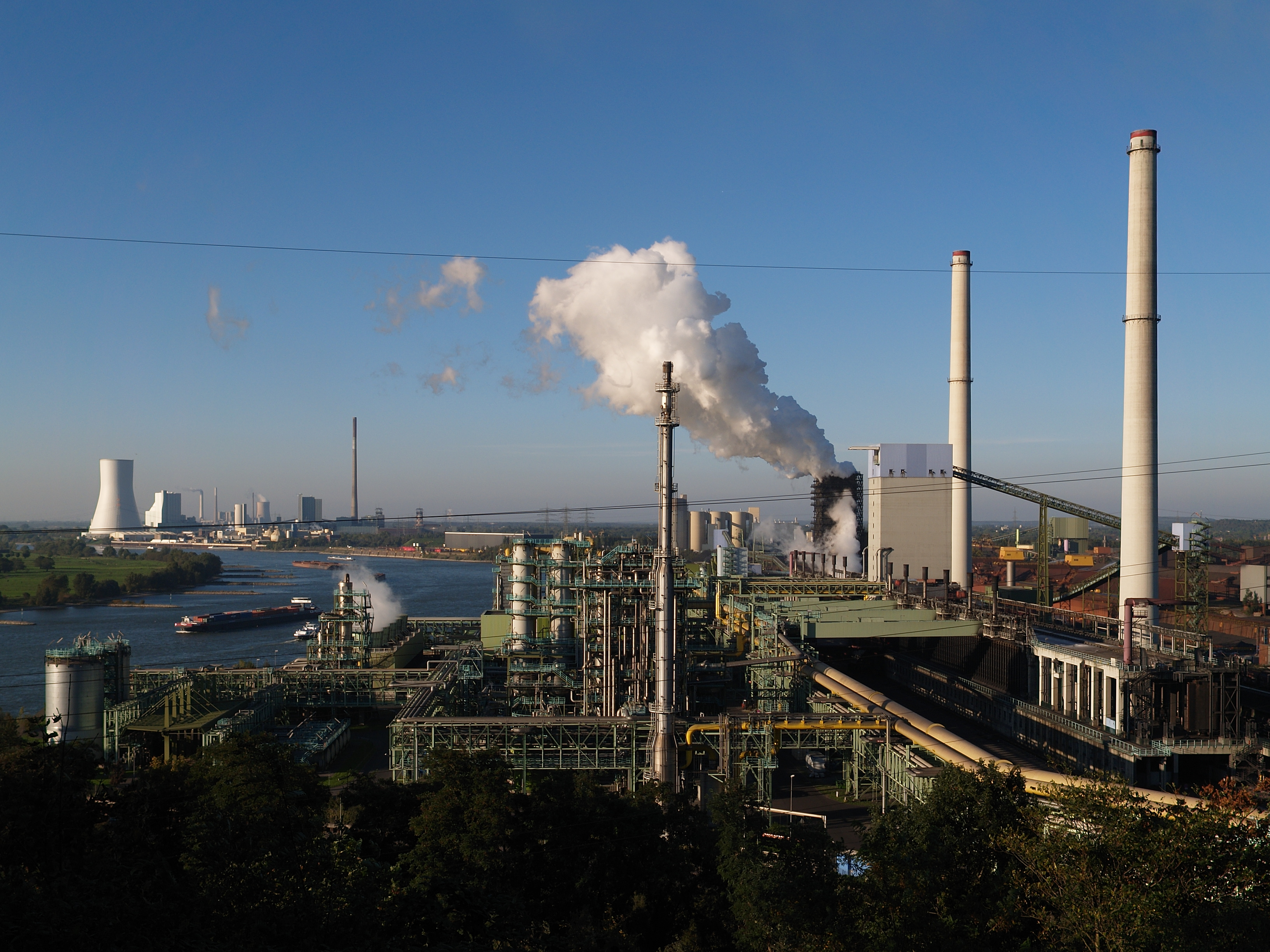
De Schwelgern-cokesfabriek in Duisburg is een van de grootste in de wereld en sinds 2020 eigendom van ThyssenKrupp. Ze bevoorraadt de naburige staalfabriek.

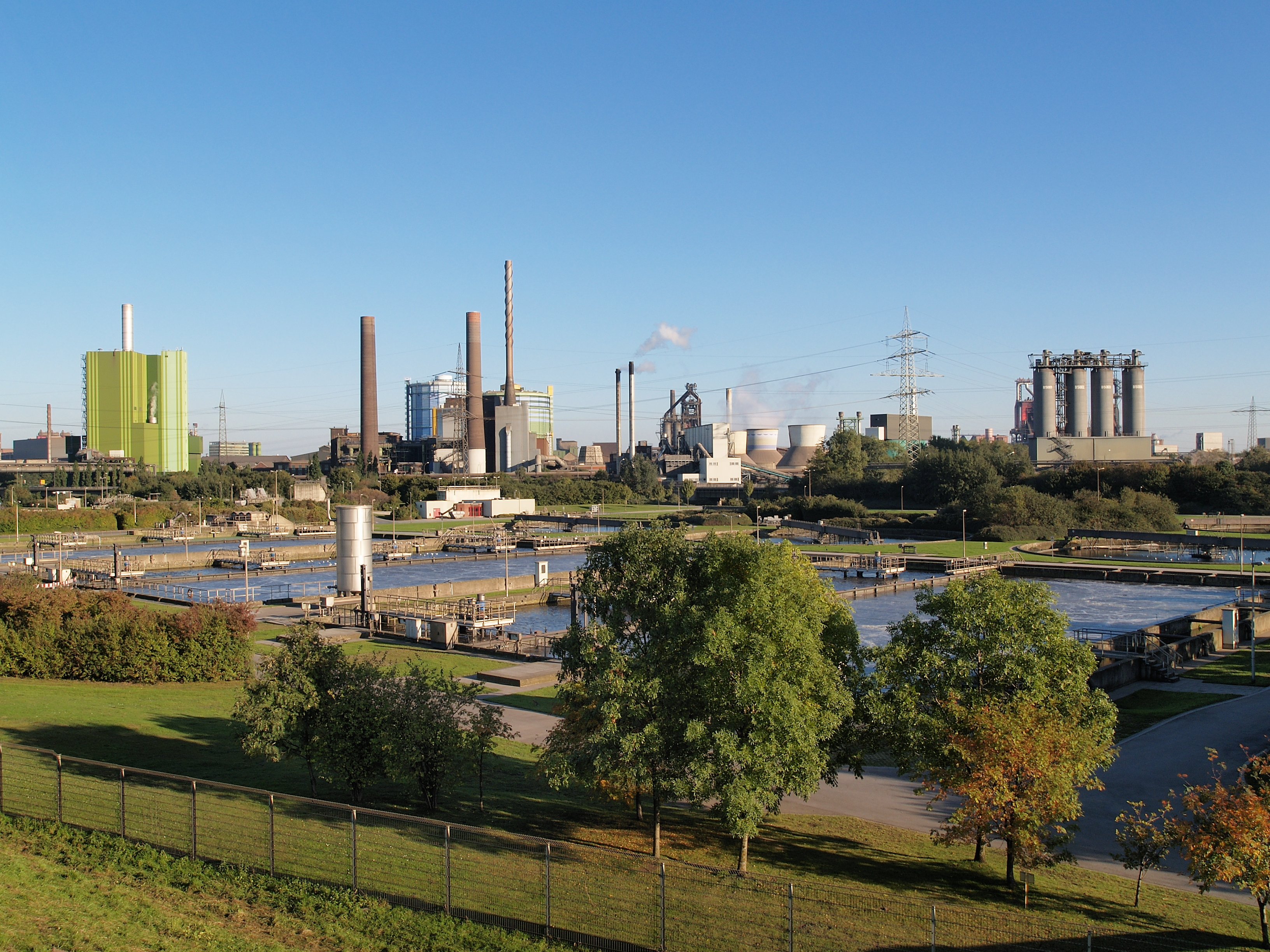
De staalfabrieken in Duisburg anno 2010.

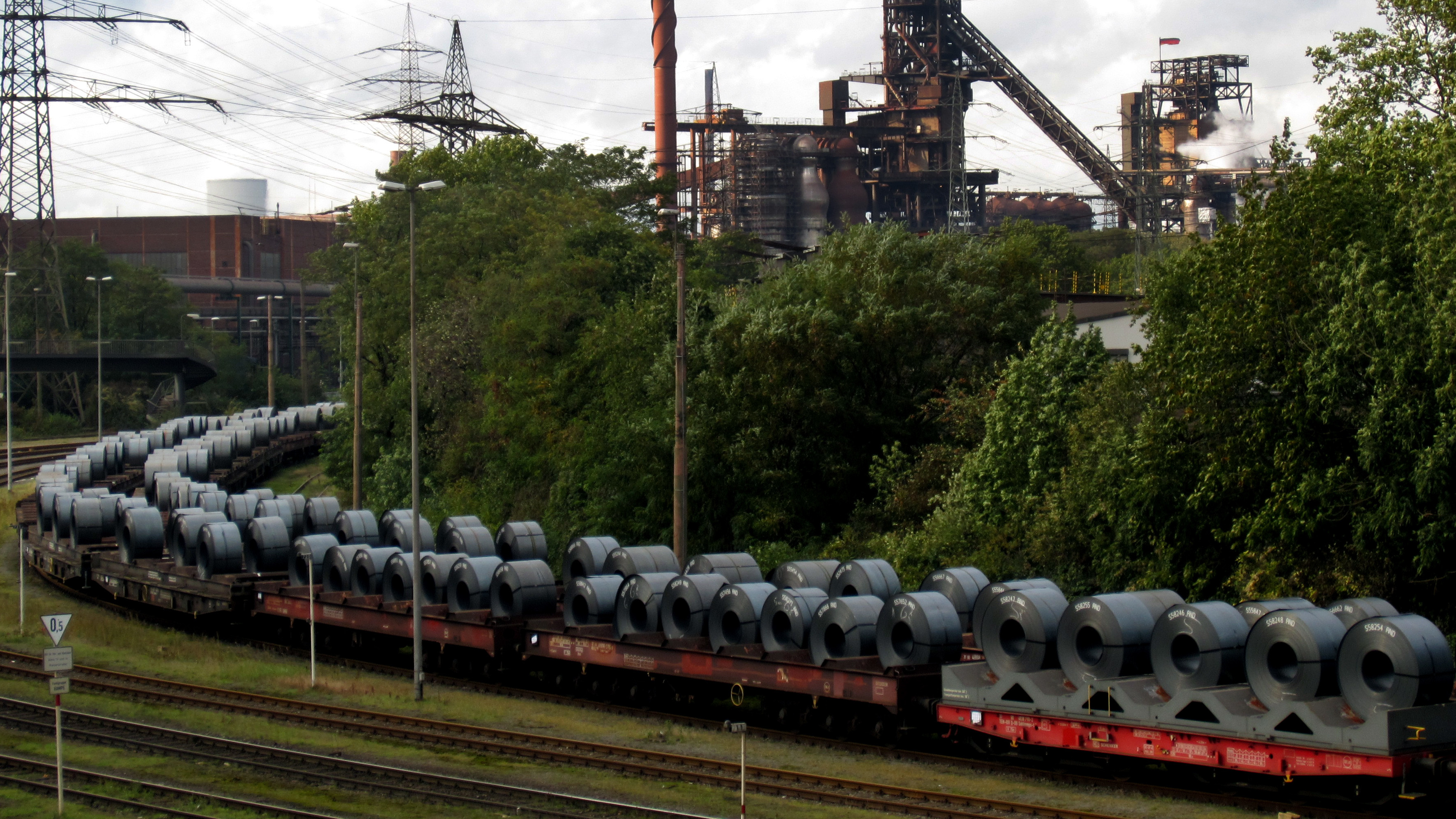
Staalrollen uit de fabriek in Duisburg met een van de hoogovens achter.

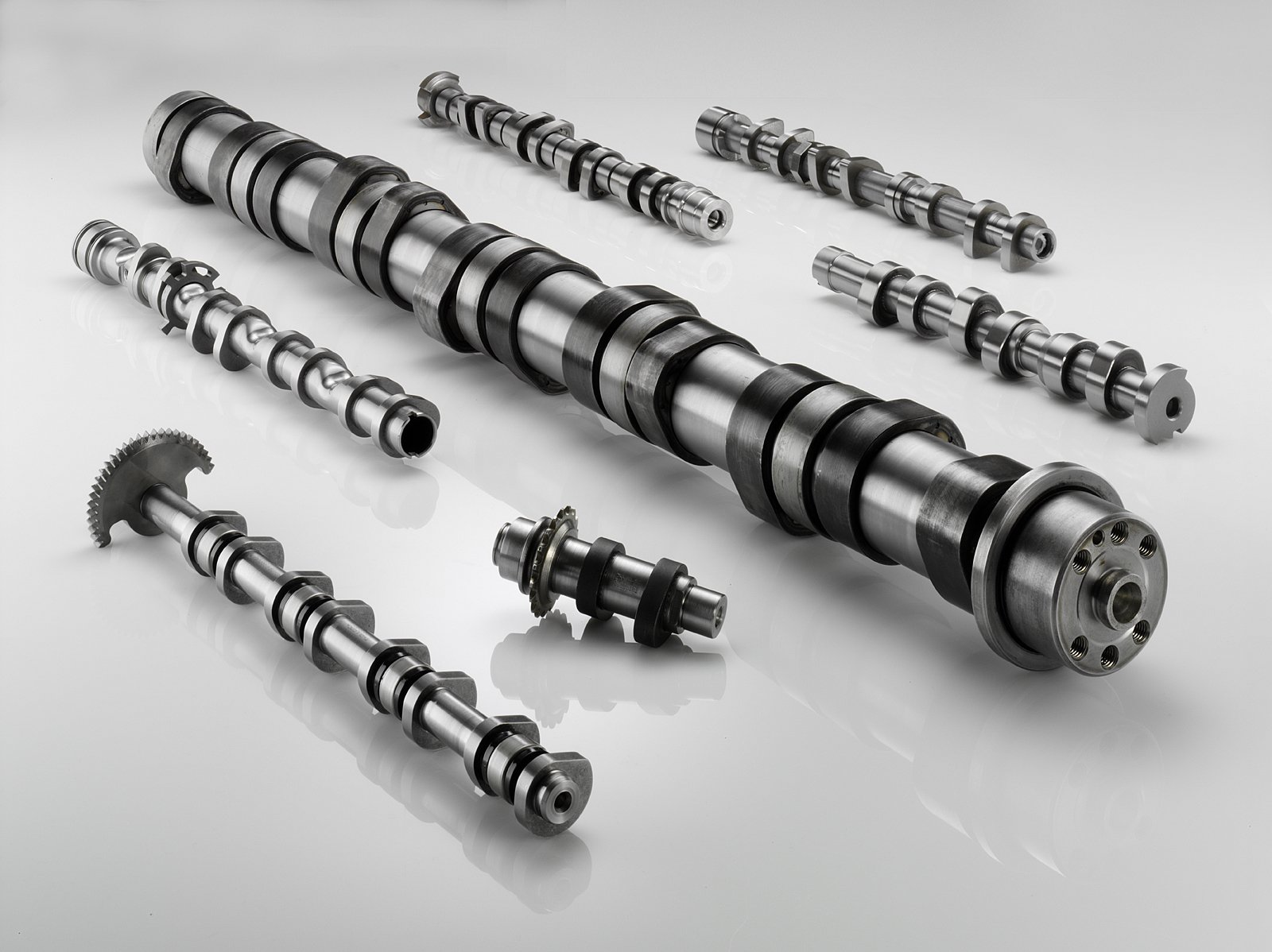
Nokkenassen voor auto's en vrachtwagens uit de fabriek in Chemnitz.

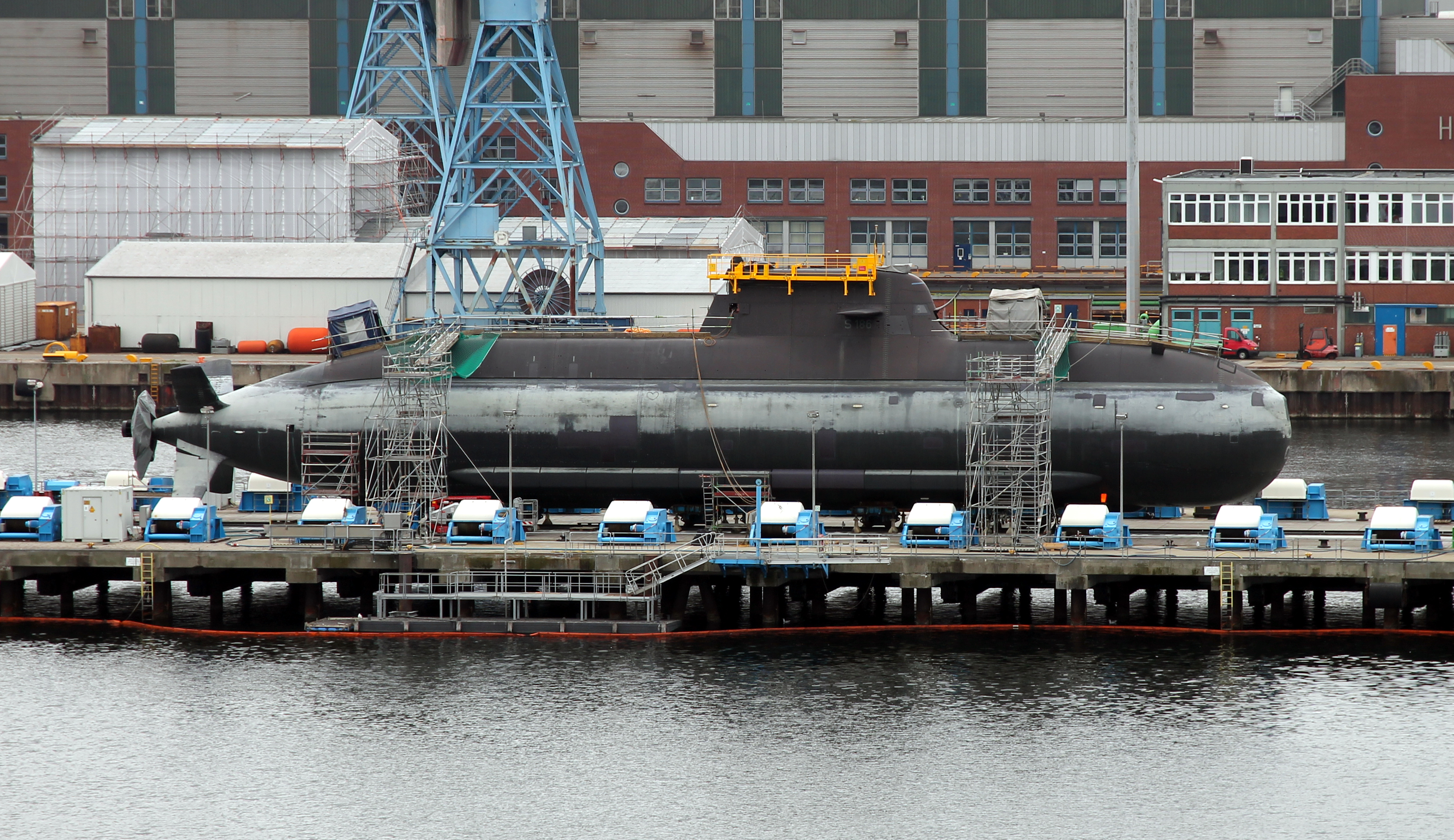
De Duitse onderzeeboot U-36 van de 212 A-klasse in aanbouw op de werf in Kiel anno 2018.

ThyssenKrupp legt zich steeds meer toe op het aanbieden van geïntegreerde productie en logistieke oplossingen en op innovatieve dienstverleningsconcepten. Wereldwijd zijn binnen het bedrijf bijna 100.000 mensen werkzaam.
ThyssenKrupp is op alle continenten actief. In 2023/'24 werd circa een derde van de totale omzet behaald in de Duits sprekende landen. Het aandeel van de andere West-Europese landen is zo'n 26% en dat van Noord-Amerika 22%. De auto-industrie is met een omzetaandeel van 34% de belangrijkste afzetmarkt.
Het bedrijf heeft een gebroken boekjaar dat loopt van 1 oktober tot en met eind september.

### Segmenten
| Naam                  | Omzet       | Werk- nemers | Activiteit |
| --------------------- | ----------- | ------------ | --- |
| Material Services     | € 16,4 mld. | 15.914       | Groothandel in materialen en technische dienstverlening in de productieketen met 500 vestigingen in meer dan 30 landen.                        |
| Industrial Components | € 2,8 mld.  | 12.019       | Maakt industriële lagers en gesmeedde motor-, chassis- en machineonderdelen. In 2021 gevormd met Rothe Erde en Forged Technologies.            |
| Automotive Technology | € 4,8 mld.  | 20.266       | Assen, stuurinrichtingen, schokdempers, aandrijving- en motoronderdelen en carrosserieproductielijnen                                          |
| Steel Europe          | € 13,1 mld. | 26.304       | Produceert vlak koolstofstaal in gecoate rollen, platen en weekijzer voor de auto-, machine-, energie- en bouwsector.                          |
| Marine Systems        | € 1,8 mld.  | 6943         | Bouw en onderhoud van marineschepen zoals onderzeeboten en fregatten. Omvat onder meer de werven Blohm + Voss en Howaldtswerke-Deutsche Werft. |
| Multi Tracks          | € 4,1 mld.  | 12.892       | Groepeert dochterondernemingen die geherstructureerd of afgestoten worden. Werd in 2020 gestart.                                               |

Het segment Steel America's, met staalfabrieken in de VS en Brazilië, werd tussen 2013 en 2017 verkocht.
Het segment Elevator Technology werd in 2020 verkocht en is sindsdien het onafhankelijke TK Elevator. Elevator Technology was in 2019/20 nog goed voor 6,7 miljard euro omzet.
Het segment Plant Technology leverde ingenieursdiensten en verrichtte bouwwerkzaamheden voor gespecialiseerde fabrieken in de chemie-, energie-, cement-, mijnbouw- en autosector. Dit onderdeel was in 2019/20 goed voor 2,9 miljard euro omzet. In 2020 werd het ondergebracht in Multi Tracks en deels verkocht.
Thyssenkrupp Nucera, een installatietechnisch bedrijf gespecialiseerd in elektrochemische installaties, werd in 2023 naar de beurs gebracht.

### Resultaten
De onderstaande tabel geeft een overzicht van de belangrijkste financiële gegevens van het bedrijf sinds 2006/07.
In 2008/09 was het verlies vooral veroorzaakt door het uitbreken van de kredietcrisis en de daarmee samenhangende vertraging van de economische groei. In 2010/11 en 2011/12 werd het resultaat vooral gedrukt door de verliezen en afboekingen op Steel Americas-divisie. In december 2013 gaf het bedrijf 51,5 miljoen nieuwe aandelen uit hetgeen 880 miljoen euro opleverde. Het geld werd gebruikt om schulden af te lossen. In het gebroken boekjaar 2019/20 daalde de vergelijkbare omzet met 16% vooral als een gevolg van de coronapandemie. Op 31 juli 2020 werden de liftactiviteiten verkocht, dit leidde tot een forse boekwinst en de netto schuldenpositie sloeg om in een netto kaspositie. De pro forma (pf) gegevens betreffen de overgebleven activiteiten als zou de liftdivisie al aan het begin van het boekjaar zijn afgestoten.
| Jaar         | Omzet         | EBIT          | Netto- resultaat | Netto schuld (– = Netto kaspositie) | Eigen vermogen | Werknemers |
| Jaar         | (× € miljoen) | (× € miljoen) | (× € miljoen)    | (× € miljoen)                       | (× € miljoen)  | Werknemers |
| ------------ | ------------- | ------------- | ---------------- | ----------------------------------- | -------------- | ---------- |
| 2006/07      | 51.700        | 3728          | 2190             | –223                                | 10.447         |            |
| 2007/08      | 53.400        | 3572          | 2276             | 1584                                | 11.489         |            |
| 2008/09      | 40.600        | –1663         | –1873            | 2059                                | 9696           |            |
| 2009/10      | 42.600        | 1346          | 927              | 3780                                | 10.388         |            |
| 2010/11      | 49.100        | –988          | –1783            | 3578                                | 10.382         |            |
| 2011/12      | 47.000        | –4370         | –5042            | 5800                                | 4526           |            |
| 2012/13      | 39.700        | –538          | –1536            | 5038                                | 2511           | 156.856    |
| 2013/14      | 41.304        | 1151          | 195              | 3488                                | 3199           | 160.745    |
| 2014/15      | 42.778        | 1050          | 268              | 3414                                | 3307           | 154.906    |
| 2015/16      | 39.263        | 1189          | 261              | 3500                                | 2609           | 156.487    |
| 2016/17      | 42.971        | 687           | –591             | 1957                                | 3404           | 158.739    |
| 2017/18      | 42.754        | 472           | 60               | 2364                                | 3274           | 161.096    |
| 2018/19      | 41.996        | 266           | –260             | 3703                                | 2220           | 162.372    |
| 2019/20      | 35.443        | 10.475        | 9592             | –5053                               | 10.174         | 103.598    |
| 2019/20 (pf) | 28.899        | –5255         | –1110            | –5053                               | 10.174         |            |
| 2020/21      | 39.571        | 451           | –25              | –3586                               | 10.845         | 101.275    |
| 2021/22      | 40.140        | 1827          | 1220             | −3667                               | 14.742         | 96.494     |
| 2022/23      | 37.536        | −1431         | −1986            | –4325                               | 12.693         | 99.981     |
| 2023/24      | 35.041        | −1041         | −1450            | –4411                               | 10.358         | 98.120     |

### Eigendom en beurs
De grootste aandeelhouder is de Alfried Krupp von Bohlen und Halbach-Stiftung in Essen. Als grootste aandeelhouder van de huidige Thyssenkrupp Groep gebruikt de stichting de inkomsten die ze ontvangt uitsluitend voor liefdadigheidsdoeleinden en steunt ze projecten op het gebied van wetenschap, kunst en cultuur, onderwijs, gezondheid en sport, zoals gedefinieerd in haar statuten. Sinds 1968 heeft ze hieraan 687,7 miljoen euro besteed. Deze stichting had eind 2013 nog 25,33% van de aandelen ThyssenKrupp in handen. In december 2013 kocht de stichting geen nieuwe aandelen in een emissie en haar belang daalde daardoor naar zo'n 23%. In september 2024 had de stichting nog 21% van het stemrecht in handen.
In september 2019 verhuisde ThyssenKrupp uit de Duitse DAX-index naar de minder prominente MDAX-aandelenindex.

## Geschiedenis

### Fusie van Thyssen en Krupp
ThyssenKrupp AG is ontstaan door een fusie tussen Thyssen Stahl AG en Krupp Stahl AG. De fusieonderhandelingen begonnen in de jaren tachtig van de 20e eeuw en werden in 1999 afgerond.
Het huidige logo is het resultaat van de fusie in 1999. De boog in het logo is afkomstig van de organisatie Thyssen en de drie ringen komen van Krupp. De ringen stellen drie treinwielen voor, waarop Krupp in 1853 in Pruissen patent kreeg. De ringen werden in 1875 in Duitsland als merk geregistreerd.

### Mislukte overname van Dofasco
ThyssenKrupp wilde zijn positie op de Noord-Amerikaanse markt verstevigen en bracht in november 2005, met de instemming van het bestuur van Dofasco, een bod uit op alle aandelen van deze Canadese staalproducent. Dofasco was in 1912 opgericht, telde in 2004 zo'n 11.000 werknemers en had een omzet van 4,2 miljard Canadese dollar. Concurrent Arcelor kwam met een hoger bod en dit leidde tot een heftige biedingsstrijd, die door Arcelor werd gewonnen. Op 27 januari 2006 deed Mittal Steel een bod ter waarde van 18,6 miljard euro op Arcelor. Tegelijk werd bekend dat ThyssenKrupp Dofasco zou overnemen voor 4,6 miljard euro als het bod van Mittal op Arcelor zou slagen. Arcelor werd overgenomen door Mittal, en Mittal wilde de afspraak met ThyssenKrupp nakomen. Arcelor had echter de Canadese activiteiten ondergebracht bij een Nederlandse trustmaatschappij met de naam Strategic Steel Stichting. Zelfs een gang naar de rechtbank kon de trust niet verleiden Dofasco aan ThyssenKrupp te verkopen. ThyssenKrupp besloot daarop een nieuwe fabriek te bouwen in Alabama.

### Kartel van liftfabrikanten
In 2007 kreeg een kartel van liftenfabrikanten dat opereerde in Nederland, België, Luxemburg en Duitsland een boete van 992 miljoen euro van de Europese Commissie. Thyssen-Krupp kreeg de hoogste boete van 480 miljoen euro, omdat het bedrijf al eerder was beboet wegens deelname aan een illegaal kartel. De liftenfabrikanten spraken vooraf af wie bij een order voor nieuwe liften de laagste inschrijver zou zijn en dus het werk zou krijgen. In 2011 werd de boete verlaagd naar 320 miljoen euro.
ThyssenKrupp heeft de contracten met drie van haar bestuurders, Olaf Berlien, Edwin Eichler en Jurgen Claassen, per eind 2012 ontbonden. Het bedrijf reageerde daarmee op een reeks beschuldigingen van corruptie en boetes voor verboden prijsafspraken op het gebied van liften. Door die zaken werden vraagtekens geplaatst bij de "leiderschapscultuur" binnen het bestuur.

### Verkoop van de roestvaststaaldivisie
In mei 2011 besloot het bedrijf, na een evaluatie van alle activiteiten, om diverse onderdelen met een totale omzetwaarde van 10 miljard euro af te stoten. In dit kader werden de civiele scheepsbouwactiviteiten van Blohm + Voss verkocht. In januari 2012 maakte ThyssenKrupp bekend de roestvaststaaldivisie Inoxum aan het Finse Outokumpu te verkopen.

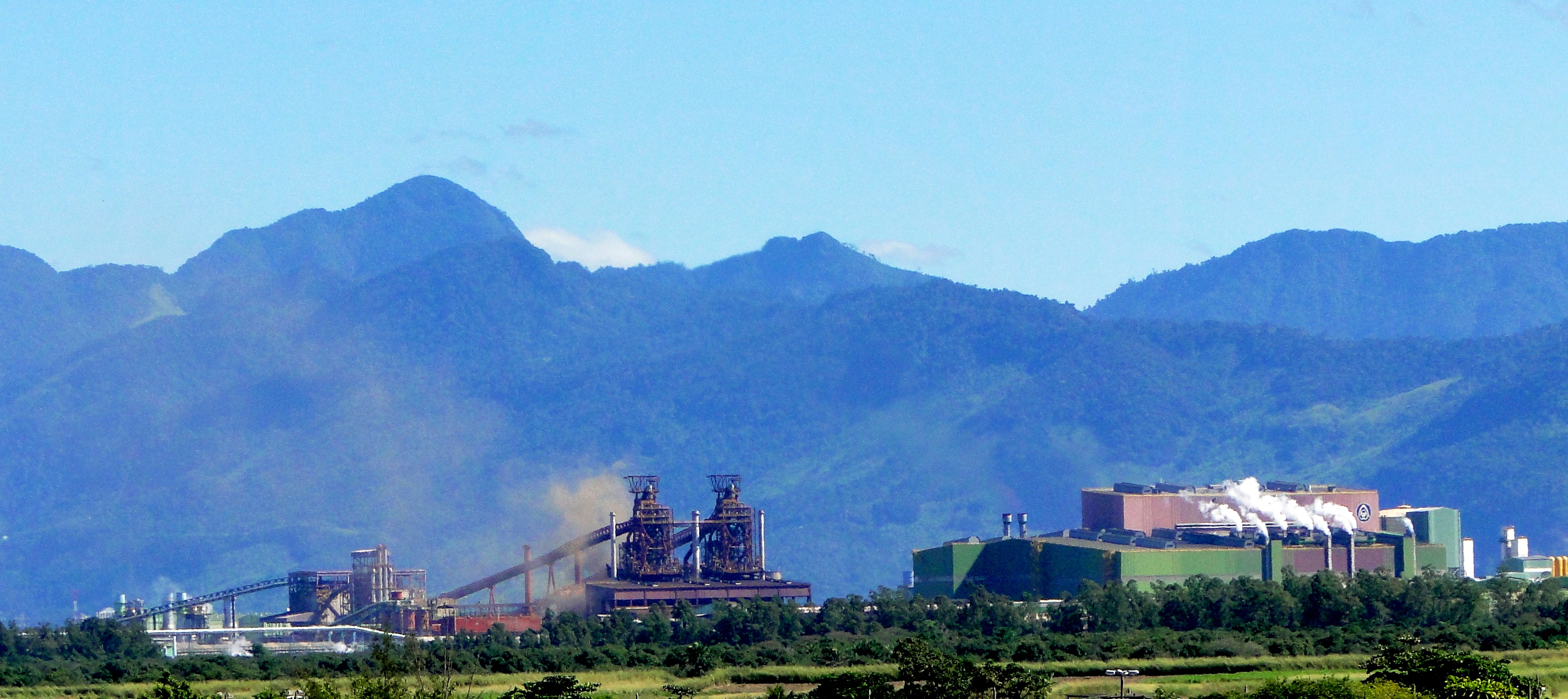
Companhia Siderúrgica do Atlântico nabij Rio de Janeiro

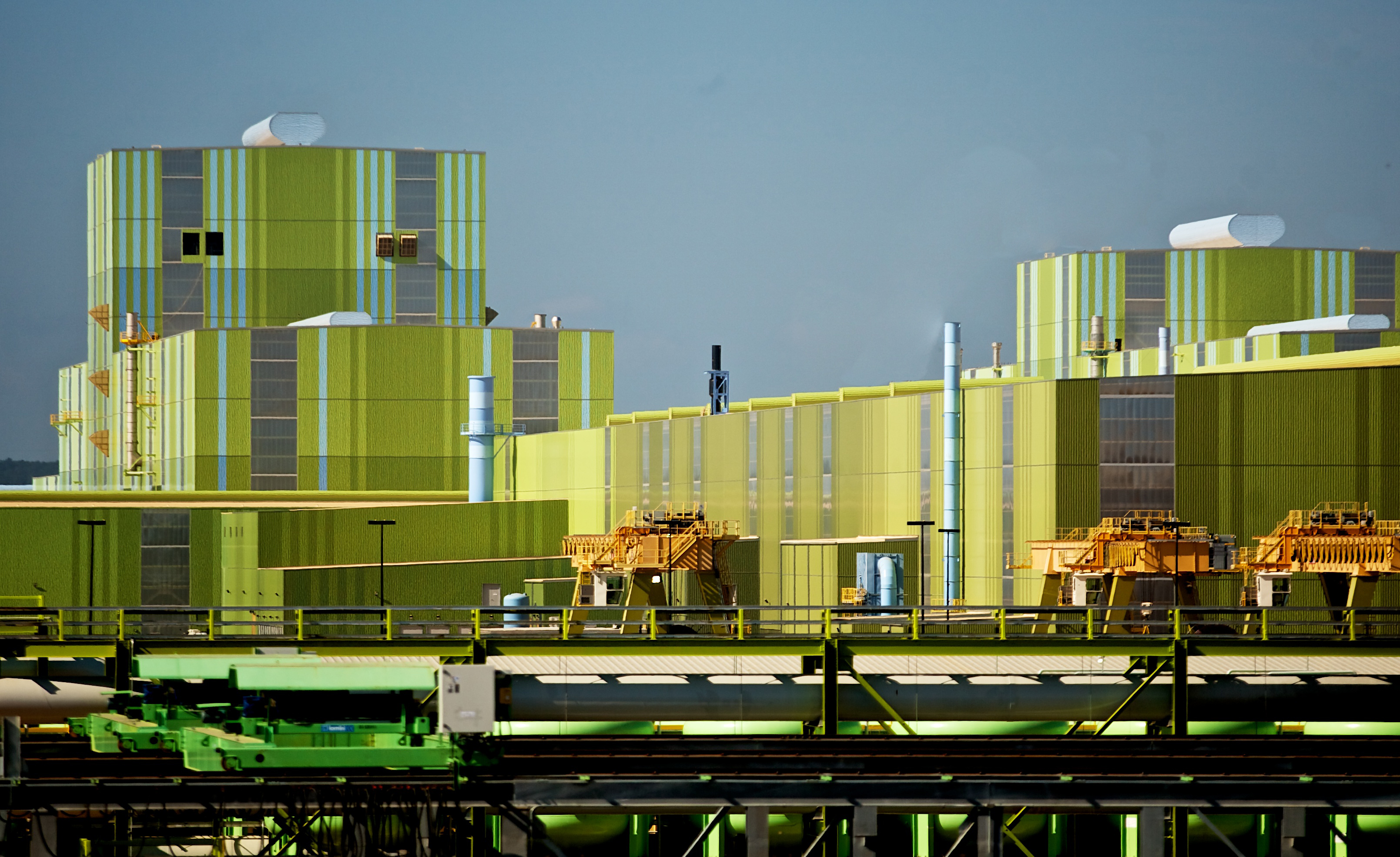
De productielijn van gegalvaniseerd plaatstaal in Alabama anno 2010.

### Braziliaanse staalfabrieken
In november 2005 besloot het bedrijf 1,9 miljard euro te investeren in een staalfabriek in Brazilië, het zogenaamde Companhia Siderúrgica do Atlântico-project. De lage lonen en de lokale aanwezigheid van veel ijzererts in het land waren belangrijke redenen voor deze investeringsbeslissing. Het staal zou uitgevoerd worden naar een nieuwe walserij in Alabama, waar het verder bewerkt zou worden voor de automobielindustrie. De uitwerking van deze plannen verliep dramatisch. De investeringsuitgaven voor beide fabrieken viel veel hoger uit dan verwacht, de loonkosten in Brazilië stegen fors en de marktomstandigheden verslechterden, waardoor de winstmarges veel lager uitvielen dan verwacht. In het gebroken boekjaar 2011/12 werd 3,4 miljoen ton staal geproduceerd in Brazilië, waarvan ruim 80 procent werd geleverd aan de Amerikaanse fabriek. In hetzelfde jaar werd een forse afboeking gedaan op de waarde van deze twee fabrieken van ruim 3,5 miljard euro, waarmee het totale verlies in de vorige twee boekjaren voor Steel Americas uitkwam op 7,9 miljard euro voor rentekosten en belastingen. ThyssenKrupp wilde deze activiteit met bijna 4000 werknemers afstoten. In december 2013 meldde ThyssenKrupp de verkoop van zijn staalfabriek in Alabama aan ArcelorMittal en Japanse Nippon Steel en Sumitomo Metal voor 1,55 miljard dollar. De kopers zouden tevens gedurende zes jaar jaarlijks 2 miljoen ton oftewel ongeveer 40 procent van de capaciteit van de fabriek in Brazilië kopen.
In februari 2017 werd in Ternium ook een koper gevonden voor de Braziliaanse fabrieken. Ternium nam voor 1,5 miljard euro, inclusief schulden, het bedrijf over. ThyssenKrupp leed op de verkoop een verlies van 900 miljoen euro, maar sloot een moeizame investering, die grote verliezen opleverde, af.

### Mislukte joint-venture met Tata Steel
In september 2017 besloten Tata Steel en ThyssenKrupp hun Europese staalactiviteiten samen te voegen in een joint venture waarin beide partners een belang van 50 procent zouden krijgen en die later naar de beurs zou gaan. De joint venture zou een jaaromzet krijgen van 15 miljard euro en per jaar zo’n 21 miljoen ton staal afleveren. Bij Tata Steel Europe werkten 21.000 mensen en bij de staaltak van ThyssenKrupp zo’n 26.000 mensen. De twee verwachtten zo'n 400 à 600 miljoen euro per jaar aan kosten te besparen, vooral door het verdwijnen van circa 4000 banen, gelijk te verdelen over de twee bedrijven. In februari 2018 stemden de werknemers in de Duitse vakbond IG Metall in met een nieuwe arbeidsovereenkomst. Ze kregen een baangarantie van negen jaar en de belofte dat er al die tijd geen grote fabrieken dicht zouden gaan. Dit maakte van Duitse kant de weg vrij voor de fusie. Op 29 juni 2018 stemde de Centrale Ondernemingsraad van Tata Steel Nederland in met de fusie. Voor Tata Steel Nederland was er ook een banengarantie. Het behield een eigen directie en Raad van commissarissen en er werd geïnvesteerd in de renovatie van de twee hoogovens op het terrein in IJmuiden. Op 11 juni 2019 verbood de Europese mededingingsautoriteit de fusie echter omdat deze tot minder concurrentie en hogere staalprijzen zou leiden. De twee zijn tegen de uitspraak in beroep gegaan bij het Europese Hof van Justitie, maar dit heeft niet gebaat. In juli 2022 heeft het Hof het beroep op alle punten afgewezen.

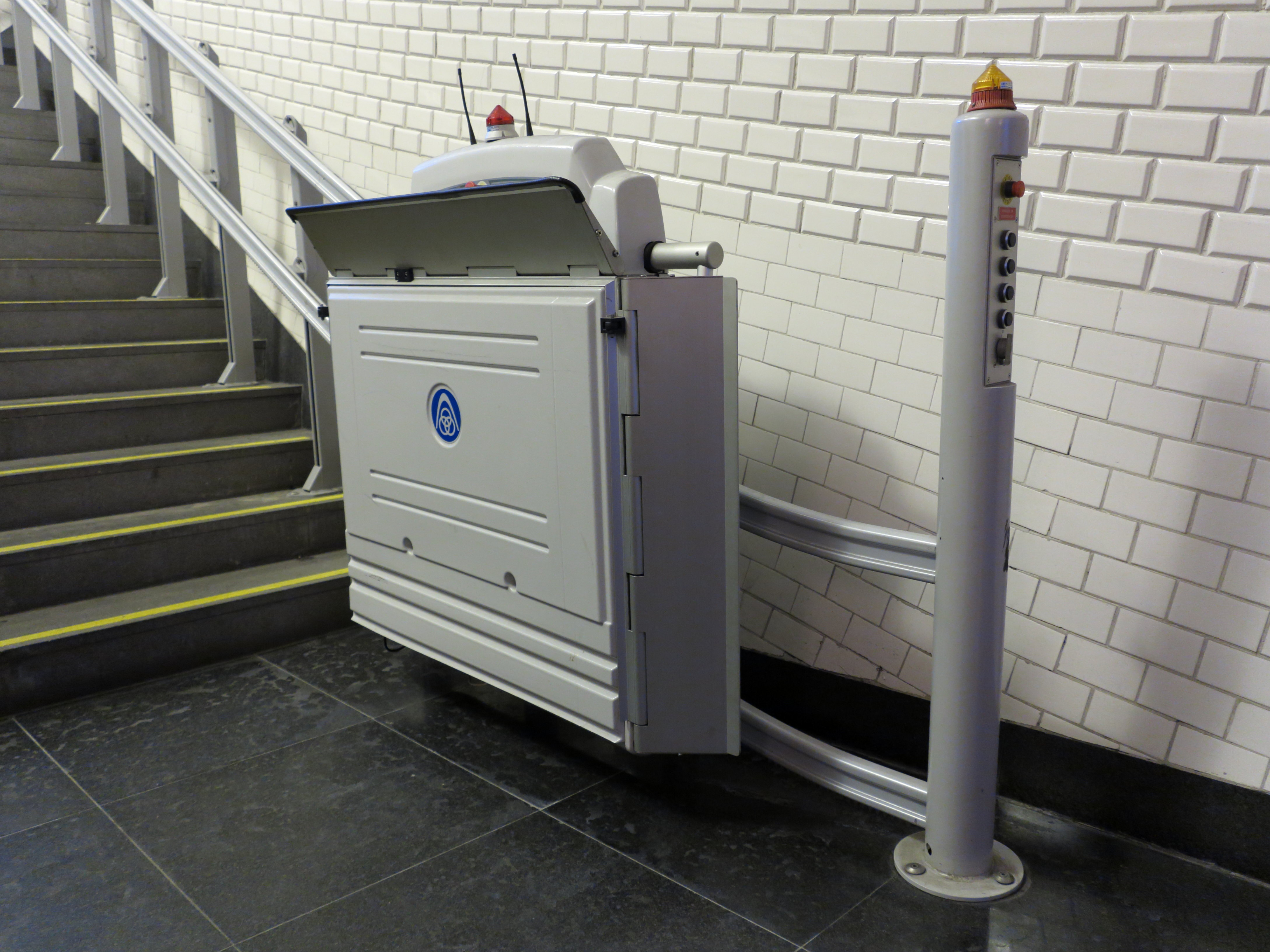
Een traplift van ThyssenKrupp in de Metro van Lissabon anno 2019.

### Verkoop van de liftdivisie
In februari 2020 bereikte ThyssenKrupp overeenstemming over de verkoop van de liftactiviteiten. Een combinatie van Advent, Cinven en RAG betaalde 17,2 miljard euro. ThyssenKrupp behield na de transactie een belang van minder dan 10% in het liftbedrijf. De verkoopopbrengst werd deels gebruikt om schulden af te lossen en zou verder worden geïnvesteerd in de overgebleven activiteiten. Met de verkoop nam het bedrijf afscheid van de meest winstgevende activiteit binnen het concern en ruim 53.000 medewerkers. Thyssenkrupp Elevator was de op drie na grootste liftfabrikant ter wereld. De verkoop werd op 31 juli 2020 afgerond.

### Afslanking
Na het grote verlies in 2020 heeft ThyssenKrupp besloten nog meer personeel te ontslaan. Zo'n 11.000 banen zouden verdwijnen, 5000 meer dan in mei reeds werd aangekondigd. Van het programma zijn al 3600 arbeidsplaatsen verdwenen en de resterende 7400 zouden in de komende drie jaren volgen.
In oktober 2020 bracht het Britse Liberty Steel een bod uit op de Steel Europe-divisie. ThyssenKrupp brak de gesprekken echter af vanwege meningsverschillen over onder meer de waarde van de divisie.
Op 26 april 2024 maakte ThyssenKrupp bekend dat het een aandelenbelang van 20% in de staalactiviteiten zal verkopen aan een holding in handen van Daniel Kretinsky. Er zijn nog gesprekken gaande om Kretinsky nog een optie te geven om het belang in Steel Europe met 30% te verhogen naar 50%. De staaldivisie telt zo'n 27.000 medewerkers en ThyssenKrupp streeft naar een klimaatneutrale staalproductie in 2045 waarvoor het ook grote subsidies krijgt van de Duitse regering om dit te realiseren.

## ThyssenKrupp in Nederland

### Liften
In Nederland werkten circa 1200 mensen bij een van de elf bedrijven die behoorden tot de ThyssenKrupp-organisatie. Het bekendste bedrijf was ThyssenKrupp Liften (voorheen De Reus Liften of De Reus Krimpen), een fabrikant van liftsystemen en roltrappen uit Krimpen aan den IJssel. Hier worden sinds 1952 liften en roltrappen geproduceerd onder de naam De Reus Liften BV.
In 1957 bouwde het bedrijf de eerste traplift in Nederland. Sindsdien is het bedrijf in zekere zin blijven groeien en in 1988 fuseerde het met het thans in Alkmaar gevestigde bedrijf Thyssen liften BV. Het verhuisde in 1993 naar de huidige locatie op industrieterrein De Stormpolder in Krimpen aan den IJssel. In 1996 werd een aparte afdeling voor trapliften opgezet onder de naam Thyssenkrupp Monoliften. De roltrappen- en liftentak gingen verder onder de naam ThyssenKrupp liften en roltrappen. In 2001 hield deze samenwerking echter op toen Thyssen-De Reus en ThyssenKrupp besloten om de liften- en roltrappentak te scheiden. Tegenwoordig zijn ThyssenKrupp Liften BV en ThyssenKrupp Monoliften BV twee aparte ondernemingen. Sinds de verzelfstandiging van TK Elevator in 2020 heten de onderdelen TK Elevator Netherlands en TKE Home Solutions.

### Materialen
In Nederland zorgt ThyssenKrupp Materials Nederland (TKMN) voor de verhandeling van staal, rvs en aluminium naar onder andere de metaalverwerkende industrie.
Verder heeft het bedrijf in Nederland een overslagbedrijf voor erts en kolen, Ertsoverslagbedrijf Europoort C.V. (EECV). Het bedrijf is gevestigd Rotterdam-Europoort en jaarlijkse wordt zo'n 23 miljoen ton ijzererts en 4 miljoen ton kolen overgeslagen. Veel van deze grondstoffen worden met binnenvaartschepen van een ander dochterbedrijf ThyssenKrupp Veerhaven over de Rijn naar de hoogovens en staalfabrieken van ThyssenKrupp in Duisburg vervoerd.

## ThyssenKrupp in België

### Liften
Thyssenkrupp beschikte in België over vier bedrijven, waar in totaal ongeveer 600 mensen werkten. Het grootste bedrijf was thyssenkrupp Elevator Liften, een fabrikant van liftsystemen, roltrappen en automatische deuren. Daarnaast heeft thyssenkrupp HomeSolutions een grote bekendheid door zijn aanwezigheid op de consumentenmarkt met de verkoop van trapliften, huisliften en transportliften. Deze activiteiten werden in 2020 mee verkocht en behoorden daarna tot TK Elevator.

### Materialen
Thyssenkrupp Otto Wolff en thyssenkrupp Christon verhandelen halffabricaten in België. Thyssenkrupp Otto Wolff levert kunststoffen en toebehoren voor diverse toepassingen in de bouw en reclamesector. Thyssenkrupp Christon levert rvs, aluminium en andere staalsoorten voor bedrijven actief in de metaalverwerkende sector.

### Christon Stainless Steel
thyssenkrupp Christon werd begin jaren negentig opgericht als private onderneming onder de naam Christon Stainless Steel. De onderneming was gespecialiseerd in de verdeling van roestvaststalen buizen en fittingen, in het bijzonder voor de industriële pijpleidingindustrie. Eind jaren negentig kocht het Duitse bedrijf thyssenkrupp alle aandelen van de onderneming en creëerde voor de onderneming snelle groeikansen in de voorraadhouding en verdeling van rvs-producten. In minder dan een jaar verdubbelde het personeelsbestand tot twintig personen. In 2003 vertrouwde de groep de onderneming twee nieuwe productgroepen toe (non-ferrometalen en stalen buizen), die voorheen door andere thyssenkrupp-organisaties werden gevoerd. Ook de bedrijfsnaam veranderde in ditzelfde jaar naar Christon.

### Laser Works
Daarna vond de overname van de firma Laser Works plaats, een firma uit Merelbeke die gespecialiseerd is in laserbewerkingen van staal, rvs en non-ferro. De fusie, daterend van september 2007, bezegelde de organisatie met de nieuwe naam thyssenkrupp Christon en liet het personeelsbestand aangroeien tot 60 medewerkers. Een belangrijke stap in de groei van deze onderneming was de fusie met het voormalig thyssenkrupp Materials Belgium in 2010. Door deze uitbreiding verhandelt thyssenkrupp Christon ook gereedschapsstaal, constructiestaal, walsstaal en metalen voor de luchtvaartindustrie. Gelijktijdig met deze overname investeerde thyssenkrupp Christon in twee nieuwe productlijnen: special alloys en fluid power behoren sindsdien ook tot het assortiment. Door dit brede scala aan producten werken er momenteel een honderdtal medewerkers bij thyssenkrupp Christon.